# Ernesto Pilotti
Ernesto Pilotti (Alessandria, 17 maggio 1952) è un ex pallavolista italiano.
Militante all'inizio nell'Alessandria Volley Ball Club guidata dall'allenatore Franco Benzi, a 13 anni passa alla A.S.D. Pallavolo Torino.
Con questa squadra allenata da Silvano Prandi vincerà la Coppa Campioni nel 1980 ad Ankara e 3 scudetti. Nella nazionale italiana di pallavolo colleziona più di 60 presenze.
Attualmente Ernesto Pilotti ricopre la carica di presidente dell'AVBC.